# Peter Goddard
Peter Goddard (3 de setembro de 1945) é um físico teórico britânico.